# Santa Pakenytė
Santa Pakenytė (* 11. prosince 1990 v Šiauliaiji, Sovětský svaz) je litevská zápasnice–sambistka a judistka.

## Sportovní kariéra
Začínala se sambem v rodném Šiauliai, které je známým sambistickým centrem. Až do roku 2012 preferovala zápasení v tomto judu příbuzném sportu, ve kterém je trojnásobnou medailistkou z mistrovství světa. Na judistickém tatami se pravidelně objevuje od roku 2014. Jejím osobním trenérem je Stanislovas Kulikauskas. Na reprezentační srazy v judu dojíždí do Kaunasu, kde spolupracuje s Petrasem Vinciūnasem. V roce 2016 dosáhla na evropskou kontinentální kvótu pro účast na olympijských hrách v Riu. V úvodním kole nastoupila proti o hlavu menší Japonce Kanae Jamabeové a v prvních minutách měla mírnou převahu. V polovině zápasu se ujala vedení na šido, ale v závěrečné minutě neuhlídala šikovně provedené o-soto-otoši Jamabeové a prohrála na ippon.

## Výsledky

### Judo
| Olympijské hry     | —  |   |     |     | úč. |  |  |  |  |  |  |  |  |  |  |  |  |  |  |  |  |
| Mistrovství světa  |    | — | úč. | úč. |     |  |  |  |  |  |  |  |  |  |  |  |  |  |  |  |  |
| Evropské hry       |    |   |     | 5.  |     |  |  |  |  |  |  |  |  |  |  |  |  |  |  |  |  |
| Mistrovství Evropy | —  | — | úč. | 5.  | 5.  |  |  |  |  |  |  |  |  |  |  |  |  |  |  |  |  |
| ME do 23 let       | 7. |   |     |     |     |  |  |  |  |  |  |  |  |  |  |  |  |  |  |  |  |